# 白崇禧故居
25°16′45″N 110°17′02″E / 25.27917°N 110.28389°E
白崇禧故居原名“桂庐”，又称“白公馆”，位于中国广西壮族自治区桂林市秀峰区榕湖北路西端，榕湖饭店内。

## 历史
该建筑是一座砖木结构的中西合璧的楼房，为白崇禧在桂林的住处。共有两层，第一层7间，第二层8间，建筑面积共872平方米。民国三十八年（1949年）白崇禧曾在此接待居正、阎锡山、李文范等人。1987年公布为桂林市文物保护单位。